# Kaštel v Humenném
Kaštel v Humenném je renesanční sídlo (kaštel) dynastie Drughetovců. Nachází se v centru města. První zmínka o něm jako o kurii pochází z roku 1449. Předpokládá se, že už na přelomu 13. a 14. století stál na jeho místě vodní hrad jako sídlo zeměpánů Drugethovců, kteří vlastnili Humenné, včetně jeho okolí a blízkých hradů, a Andrassyovců.
Koncem 2. světové války byla stavba kastelu poškozena a v roce 1946 zde vypukl požár, který zničil původní doškovou střechu. Dnes je kastel je sídlem Vihorlatského muzea a nachází se zde stálá expozice jeho historie, přírodovědná expozice a další expozice a výstavy.